# 徐经世
徐经世（1933年1月—），字筱甫，男，安徽巢湖人，中国中医学家，安徽中医药大学第一附属医院（安徽省中医院）内科主任医师、教授，第二届国医大师。